# نواف بن فيصل بن فهد آل سعود
الأمير نواف بن فيصل بن فهد بن عبد العزيز آل سعود من مواليد (1 أبريل 1978) هو حفيد الملك فهد والابن الأكبر للأمير فيصل بن فهد بن عبد العزيز آل سعود ووالدته الأميرة منيرة بنت سلطان بن عبد العزيز آل سعود.
عُيِّن رئيسًا عامًا لرعاية الشباب بين 15 يناير 2011 و 26 يونيو 2014. ترأس مؤسسة الدعوة الخيرية.

## نشأته
ولد الأمير نواف بن فيصل بن فهد بن عبد العزيز آل سعود في مدينة الرياض في المملكة العربية السعودية ودرس في مدارس الرياض ثم حصل على درجة البكالوريوس في القانون بامتياز مع مرتبة الشرف الأولى من كلية العلوم الإدارية في جامعة الملك سعود بالرياض عام 1418 هـ. أنجز دورة متقدمة في اللغة الإنجليزية في الولايات المتحدة الأمريكية 1419 هـ.
كما أصدر ديوانا شعريًا وله العديد من القصائد الغنائية والأمسيات الشعرية. توفيت والدته يوم السبت الموافق 9 رجب 1432 هـ إثر مرض عضال.

## بداياته
رافق والده الرئيس العام السابق لرعاية الشباب فيصل بن فهد بن عبد العزيز آل سعود الرئيس السابق لرعاية الشباب في العديد
من المناسبات المحلية والعربية والدولية الثقافية والرياضية ثم عين بموجب مرسوم ملكي في الثامن عشر من جمادى الآخر عام 1420 هـ الموافق 28 سبتمبر 1999 نائبًا للرئيس العام لرعاية الشباب بمرتبة وزير. ثم في 15 يناير 2011 عين رئيسًا عامًا لرعاية الشباب بمرتبة وزير حتى أعلن استقالته يوم الأربعاء الموافق 29 فبراير 2012 بعد خسارة المنتخب السعودي 4-2 من أستراليا في تصفيات كاس العالم 2014 في البرازيل.

## أسرته
متزوج من موضي بنت أحمد بن مساعد بن أحمد السديري وله من الأبناء الأمير فيصل، الأمير فهد، الأمير سلطان، والأميرة منيرة.

## المناصب التي سبق وأن تولاها
- الرئيس العام لرعاية الشباب 11 صفر 1432 هـ حتى 1435هـ.
- رئيس الاتحاد السعودي لكرة القدم 11 صفر 1432 هـ حتى 1433 هـ.
- رئيس المكتب التنفيذي للاتحاد السعودي لكرة القدم 1 محرم 1422 هـ.
- رئيس لجنة المنتخبات بالاتحاد السعودي لكرة القدم 1 محرم 1422 هـ.
- رئيس لجنة تطوير التحكيم بالاتحاد السعودي لكرة القدم 1 محرم 1422 هـ.
- رئيس اللجنة الأوليمبية العربية السعودية 18 جمادى الآخرة 1420 هـ.
- رئيس المكتب التنفيذي للجنة الأولمبية العربية السعودية 1420 هـ.
- رئيس الاتحاد السعودي للفروسية 1 محرم 1422 هـ.
- رئيس الجمعية العربية السعودية لبيوت الشباب 18 جمادى الآخرة 1420 هـ.
- نائب رئيس اللجنة العليا المنظمة لاحتفالات (الرياض عاصمة الثقافة العربية 1420 هـ 2000).
- رئيس التنفيذي لرئيس الاتحاد العربي للألعاب الرياضية 1422 هـ - 2001.
- عضو لجنة العلاقات الدولية باللجنة الأولمبية من عام 2006 عضو اللجنة الأولمبية (ioc) من عام 2002 رئيس لجنة أمناء جائزة فيصل بن فهد لبحوث تطوير الرياضة العربية.
- عضو اللجنة الأوليمبية الدولية وتقلد العضوية على هامش الاجتماع (115) للجنة الأوليمبية الدولية الذي عقد بجمهورية التشيك بمدينة (براغ) يوم الأربعاء 2 جمادى الأولى 1424 هـ الموافق 2 يوليو 2003.
- نائب رئيس اللجنة العليا المنظمة لبطولة كأس الخليج الخامسة عشرة لكرة القدم 1422 هـ.
- رئيس لجنة تخصيص الأندية الرياضية بالمملكة العربية السعودية.

## ليلة أسير الشوق[3]
ليلة أسير الشوق ليلة من الليالي التكريمية في موسم الرياض في السادس والعشرين من نوفمبر لعام 2021 وهذي الليلة كانت تكريمًا للأمير نواف بن فيصل على إبداعاته ومسيرته الطويلة، وشارك في التكريم عمالقة الفن العربي وتغنوا بأجمل ما كتب أسير الشوق.
بدأ الحفل على مسرح محمد عبده أرينا بصعود الفنانه أصالة لتغني بأجمل قصائد الأمير نواف بن فيصل منها «مستريح البال» و«تعبت ارضيك» و«لولاك غالي» للفنان رابح صقر.
ثم أكمل الفنان عبادي الجوهر حفل ليلة أسير الشوق وأطرب الجمهور بمجموعة من أشعار أسير الشوق منها «حبك مسافة» و«تبيه» بعدها ظهر الفنان عبد المجيد عبد الله على الشاشة بحضوره عبر بث مباشر ليتغنى بالعود باغنية «منت رايق» و«خير انشاءالله».
بعد إنتهاء فقره عبد المجيد ونهاية الوصلة الغنائية الأولى حانت اللحظة المنتظره اللحظة التكريمية لأسير الشوق بعرض فديو كليب لمسيرة الأمير نواف بن فيصل على الشاشات بمشاركة مجموعة من الفنانين والملحيين والشعار ثم صعد إلى المسرح ووجه كلمات الشكر للحضور وخادم الحرمين الملك سلمان وولي العهد الأمير محمد بن سلمان وهيئة الترفيه والشركات الراعية والتنظيمية.
ومع بداية الوصلة الغنائية الثانية صعد الفنان راشد الماجد للمسرح مكملًا هذي الليلة الكبيرة قدم للجمهور أغنية "تفنن" ويسألوني".
وأنهى الفنان محمد عبده هذي الليلة التكريمية الكبيرة بصعوده للمسرح وسط حفاوة وتصفيق كبير من الجمهور الذي ظل يردد معه أغانيه الذي تغنى بها منها «اختلفنا» ثم قدم مفاجأة الحفل بطلب من الفنانة أصالة بالصعود إلى المسرح مرة أخرى لتقديم أغنية «على البال» دويتو ثم أنهى الحفل باغنية «اسمحيلي يالغرام» وسط تصفيق كبير من الجمهور.

## نواف بن فيصل الشاعر
الأمير نواف بن فيصل بن فهد بن عبد العزيز آل سعود هو من أهم الشعراء السعوديين الذين اهتموا بالشعر وتدوينه منذ نعومة أظافرهم، وعلى الرغم من انشغاله بمهامه إلا أنه لم يغفل أبدًا عن كتابة الشعر والقصائد الشعرية المغناة بتوقيع أسير الشوق والتي نالت أعلى نسبة الإعجاب في الوطن العربي.

## أعماله الوطنية
له أعمال وطنية كثيرة مع كبار الفنانين كعبدالمجيد عبدالله ومحمد عبده وأشهرها:
- رفرفت بالعز من أغاني عبد المجيد عبد الله.
- طالت الهامة من أغاني محمد عبده.
- مملكة حب من أغاني راشد الماجد وماجد المهندس.
- لاباس من أغاني رابح صقر.[7]

## أبرز أعماله الغنائية
له أعمال كثيرة مع كبار الفنانين كطلال مداح ومحمد عبده وراشد الماجد وعبادي الجوهر وغيرهم وأشهرها:
- حيرتني من أغاني وليد الشامي
- يا زينة ارحمي من أغاني محمد عمر
- يا روح روحي من أغاني عبادي الجوهر
- فايزين من أغاني عبادي الجوهر
- حبك مسافة من أغاني عبادي الجوهر
- تبيه من أغاني عبادي الجوهر
- بعد الفراق من أغاني عبادي الجوهر
- نلتقي يا حبيبي من أغاني راشد الفارس
- راعي اللثام من أغاني راشد الفارس
- الجديد من أغاني راشد الفارس
- مسيتني من أغاني طلال مداح
- مهما يقولون من أغاني محمد عبده
- عضة الإبهام من أغاني طلال مداح
- على البال من أغاني محمد عبده
- اسمحيلي يا الغرام من أغاني محمد عبده
- اختلفنا من أغاني محمد عبده
- من يغرس الشوك من أغاني رابح صقر
- تشكي من أغاني رابح صقر
- تعجبيني من أغاني محمد عبده
- غالي من أغاني كاظم الساهر
- انتهى المشوار من أغاني كاظم الساهر
- تقول أنسى من أغاني كاظم الساهر
- مستهترة من أغاني عبد الله الرويشد
- منت رايق من أغاني عبد المجيد عبد الله
- خير إن شاء الله من أغاني عبد المجيد عبد الله
- حدك هنا من أغاني عبد المجيد عبد الله
- الله يا حلوك من أغاني نبيل شعيل
- مستريح البال من أغاني أصالة نصري
- تعبت أرضيك من أغاني أصالة نصري
- وش الطاري من أغاني ديانا كرزون
- ما شفتني دويتو عبد الله رشاد وأسماء لمنور
- غافل الهم قلبي من أغاني محمد عبده
- هذا الزمان من أغاني أميمة طالب
- مهما صار من أغاني عبادي الجوهر.[7]

## الأوسمة والتكريم
- وسام الأرز الوطني اللبناني برتبة كومندوز 1421هـ ـ 2000 تقديرًا من الحكومة اللبنانية لخدماته وجهوده في دعم الثقافة والرياضة العربية.[8]
- منحته الحكومة السودانية وسام النيلين من الدرجة الأولى في عام 2006 تقديرًا لجهود سموه في النهوض بالرياضة العربية بصفة عامة والرياضة السودانية بصفة خاصة.[9]
- اختير شخصية العام (2001) الرياضية في العالم العربي في استفتاء مجلة الأهرام العربي المصرية.[10]
- جائزة اللجنة الأولمبية الدولية (الرياضة والفكر الأولمبي) لعام 2007.[11]
- منحته منظمة الرياضة والسلام بموناكو وسام ولقب سفير السلام.[12]
- وسام الشخصية الرياضية العربية لجائزة الشيخ محمد بن راشد آل مكتوم للإبداع الرياضي في دورتها السابعة وذلك تقديرًا لجهوده في تطوير الرياضة العربية.[13]
- تكريمه من الجامعة الوطنية اليونانية بأثينا عام 2017 نظير جهوده في خدمة القانون الرياضي على المستوى المحلي والعربي والدولي.[14]
- تكريمه من الاتحاد العالمي للشعراء في دبي عام 2018.[15]